# Görög ortodox egyház
A görög ortodox egyház (görög : Ἑλληνορθόδοξη Ἑκκλησία, Ellinorthódoxi Ekklisia), vagy a görög ortodoxia kifejezés egy nagyobb közösséget jelöl az ortodox kereszténységen belül, melyek liturgikus nyelve a bibliai ógörög (koiné), azaz a Septuaginta és az Újszövetség eredeti nyelve.
Tagságának közel felét a görögországi ortodox egyház teszi ki.

## Egyházak
A görög ortodoxiához tartozó egyházak:
- Négy ősi patriarchátus:
  - Konstantinápolyi ortodox egyház [1]
  - Alexandriai ortodox egyház[2]
  - Antiochiai ortodox egyház[3]
  - Jeruzsálemi ortodox egyház[4]
- Három autokefál egyház:
  - Görögországi ortodox egyház[5]
  - Ciprusi ortodox egyház[6][7][8]
  - Albán ortodox egyház[9]